# White Oleander
White Oleander es una película de drama estadounidense de 2002 dirigida por Peter Kosminsky. El elenco protagoniza a Alison Lohman en el papel central de Astrid Magnussen y Michelle Pfeiffer como su madre manipuladora, asesina y desordenada, Ingrid, con Robin Wright, Noah Wyle y Renée Zellweger en papeles secundarios. El guion fue adaptado de la novela "White Oleander" de Janet Fitch de 1999, que fue seleccionada para el
Club del libro de Oprah en mayo de 1999.

## Argumento
Astrid Magnussen (Alison Lohman), de 15 años, vive en Los Ángeles con su madre, la artista de espíritu libre Ingrid (Michelle Pfeiffer). Desde que su padre se fue antes de que ella tuviera edad suficiente para recordarlo, Astrid depende en gran medida del cuidado de su madre apasionada pero en gran parte egocéntrica.
La relación actual de Ingrid con un escritor llamado Barry (Billy Connolly) termina cuando descubre que la está engañando con mujeres más jóvenes. Ingrid lo asesina con un veneno hecho de adelfa blanca. Ingrid es arrestada y sentenciada a cadena perpetua, dejando a Astrid bajo el cuidado del estado de California.
Astrid es enviada a vivir con la madre adoptiva Starr Thomas (Robin Wright), una ex stripper alcohólica en recuperación y cristiana renacida. Inicialmente interactúan bien, con Astrid siendo bautizada en la iglesia de Starr. Ingrid está horrorizada por la conversión religiosa de Astrid y manipula sutilmente a Astrid contra su familia adoptiva. Astrid comienza un romance con el novio de Starr, Ray (Cole Hauser), que lleva a Starr a recaer. Después de una fuerte discusión con Ray, ella se encuentra en la habitación de Astrid en un estado de ebriedad y le dispara en el hombro. Starr y Ray huyen de la escena; los otros niños le piden a Astrid que no le diga quién le disparó, así que Astrid finge que no tiene ni idea.
Astrid pasa algún tiempo recuperándose en un hospital antes de ser trasladada al Centro de Niños McKinney (conocido como "Mac"). Después de pelearse con algunas chicas, entabla amistad con su compañero artista Paul Trout (Patrick Fugit).
Finalmente, Astrid se coloca al cuidado de Claire Richards (Renée Zellweger), una exactriz, y su productor, el marido Mark (Noah Wyle). Claire es una mujer frágil pero cariñosa que forma un estrecho vínculo con Astrid, que finalmente comienza a prosperar. Un día, Astrid vuelve a casa para encontrar una carta de Ingrid a Claire. Claire admite que la correspondencia ha estado funcionando durante un tiempo y que Ingrid insiste en reunirse. Durante su reunión de visitas a la prisión, una celosa Ingrid explota la baja autoestima y las sospechas de Claire sobre la fidelidad de Mark, para gran indignación de Astrid. La depresión de Claire empeora; durante una mala pelea con Mark, ella acepta enviar a Astrid de vuelta para intentar salvar su matrimonio. Astrid le ruega a Claire que no la despida. Claire parece retractarse, y luego se suicida inesperadamente más tarde esa noche, devastando a Astrid.
Astrid visita a Ingrid en la cárcel para informarle de la muerte de Claire y de que fue devuelta a Mac. Culpar a Ingrid por el suicidio de Claire, Astrid anuncia que nunca más la visitará. En Mac, Paul le dice a Astrid que cuando cumpla 18 años pronto se mudará a Nueva York. Él le pide a Astrid que lo acompañe, pero ella se niega fríamente.
Astrid pasa por mejores candidatos a padres de crianza temporal y elige vivir con una inmigrante rusa, Rena (Svetlana Efremova), que trata a sus hijas de acogida como trabajadoras baratas para su intercambio de negocios. Durante su tiempo con Rena, ella se vuelve más y más fría, con su apariencia exterior a juego con su comportamiento interior. A ella se le acerca la abogada de su madre, Susan Vallares (Kali Rocha), una mujer sorprendida por el encanto de su madre. Susan le ofrece a Astrid lo que quiera a cambio de mentir por su madre en el tribunal, ya que su madre tiene benefactores. Astrid se niega; Rena le dice que es estúpida por rechazar el dinero. Rena se ofrece a hacer de Astrid socia igualitaria en su negocio, ya que Astrid no tiene a dónde ir. Cuando Astrid se resiste a la idea, Rena la alienta a usar a su madre como su madre quiere usarla.
Astrid visita a Ingrid una última vez en prisión, sorprendiéndola con su apariencia. Ya no es rubia, sino que tiene el pelo negro, el maquillaje áspero y la ropa oscura. Al darse cuenta de que tiene el control sobre su madre por una vez en su vida, Astrid exige respuestas sobre su pasado a cambio de testificar que Ingrid mató a Barry en defensa propia. Astrid la acosa con preguntas sobre Barry, su padre, Claire y una misteriosa mujer llamada Annie a quien Astrid recuerda vagamente de sus pequeños años. Ingrid admite que Annie fue una vecina con quien dejó a Astrid durante más de un año para continuar viviendo su estilo de vida obsesionada con la persona. Ingrid admite que el padre de Astrid vino a buscarla cuando ella tenía 8 años, pero Ingrid lo rechazó por abandonarlas 7 años antes. Astrid está devastada por estas revelaciones. Ingrid dice que recuperaría todo lo que había hecho, pero cuando Astrid le ruega que no la haga testificar, se niega.
Astrid va a una tienda de cómics en busca de cartas de Paul. Pronto aparece en autobús en Los Ángeles y los dos renuevan su relación. Él la acompaña al juicio de su madre mientras espera a declarar. El personal del tribunal sale y una curiosa Astrid va a ver qué está pasando. Le pregunta a Susan y descubre que Ingrid le ordenó a Susan que dejara a Astrid en paz durante el juicio. Ingrid ve a Astrid en la sala del tribunal y se miran mientras se la llevan. Apartada, Astrid mira por la ventana mientras su madre regresa al autobús para regresar a la cárcel. Paul pregunta qué sucedió, y ella exhala que su madre finalmente la dejó en paz.
Dos años más tarde, una vez más, Astrid, rubia, ha creado una vida en Nueva York  con Paul. Se la ve cuidando su arte; dioramas en maletas que representan todo lo que ha pasado. A medida que los pasa, cierra cada una de ellas, declarando que nunca más volverá a visitar los horrores que contienen. Haciendo una pausa en la maleta final que representa a Ingrid, Astrid refleja en voz en off que no importa cuán defectuosa sea Ingrid, ella sabe que su madre la ama.

## Reparto
- Alison Lohman es Astrid Magnussen.
- Michelle Pfeiffer es Ingrid Magnussen.
- Robin Wright es Starr Thomas.
- Renée Zellweger es Claire Richards.
- Amy Aquino es Ms. Martínez
- Billy Connolly es Barry Kolker.
- Svetlana Efremova es Rena Gruschenko.
- Patrick Fugit es Paul Trout.
- Noah Wyle es Mark Richards.